# Anomis bicolor
Anomis bicolor là một loài bướm đêm trong họ Erebidae.